# Mercedes-Benz EQA
Mercedes-Benz EQA – samochód elektryczny typu kompaktowy crossover produkowany pod niemiecką marką Mercedes-Benz od 2021 roku.

## Historia i opis modelu

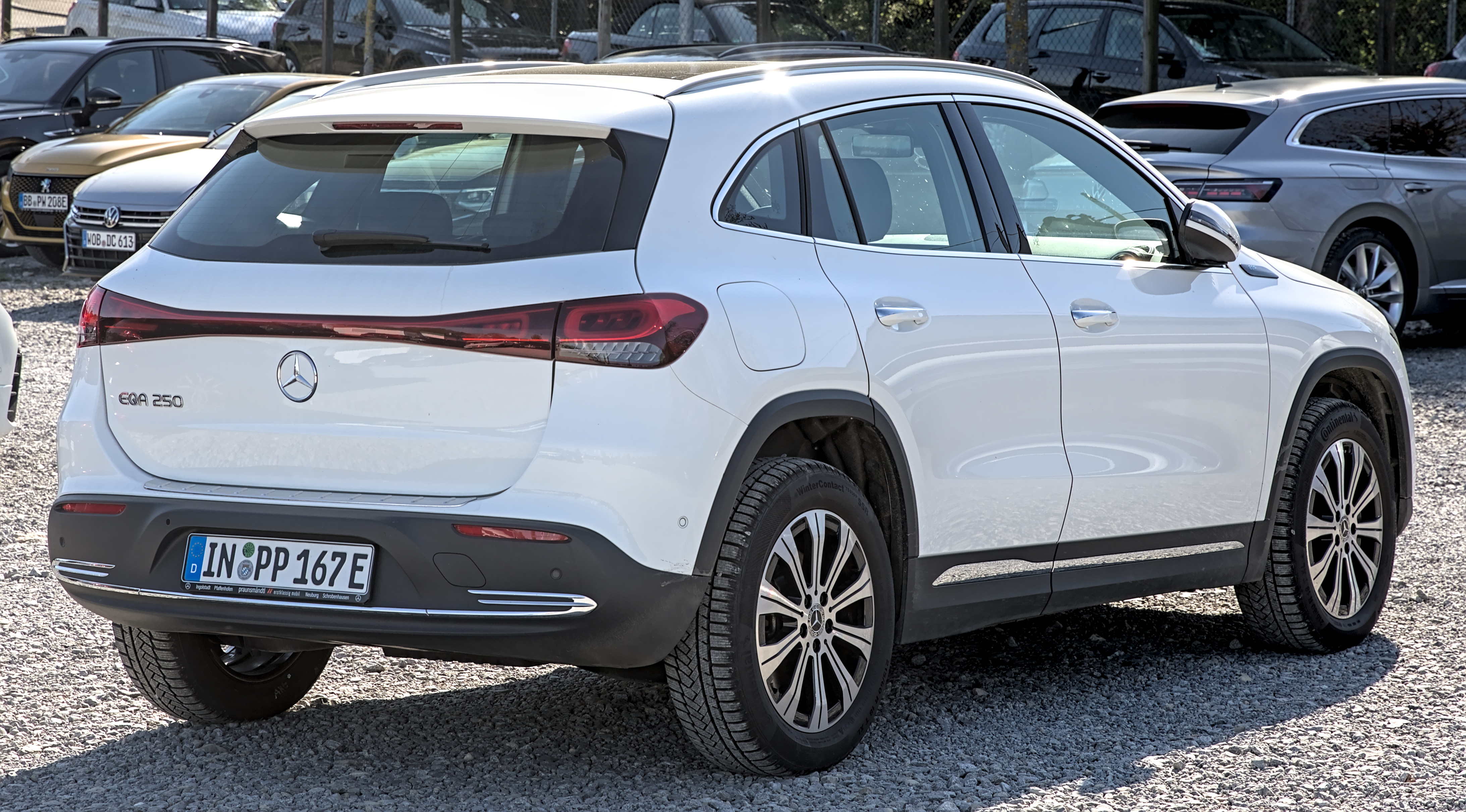
Mercedes-Benz EQA (H243) - tył

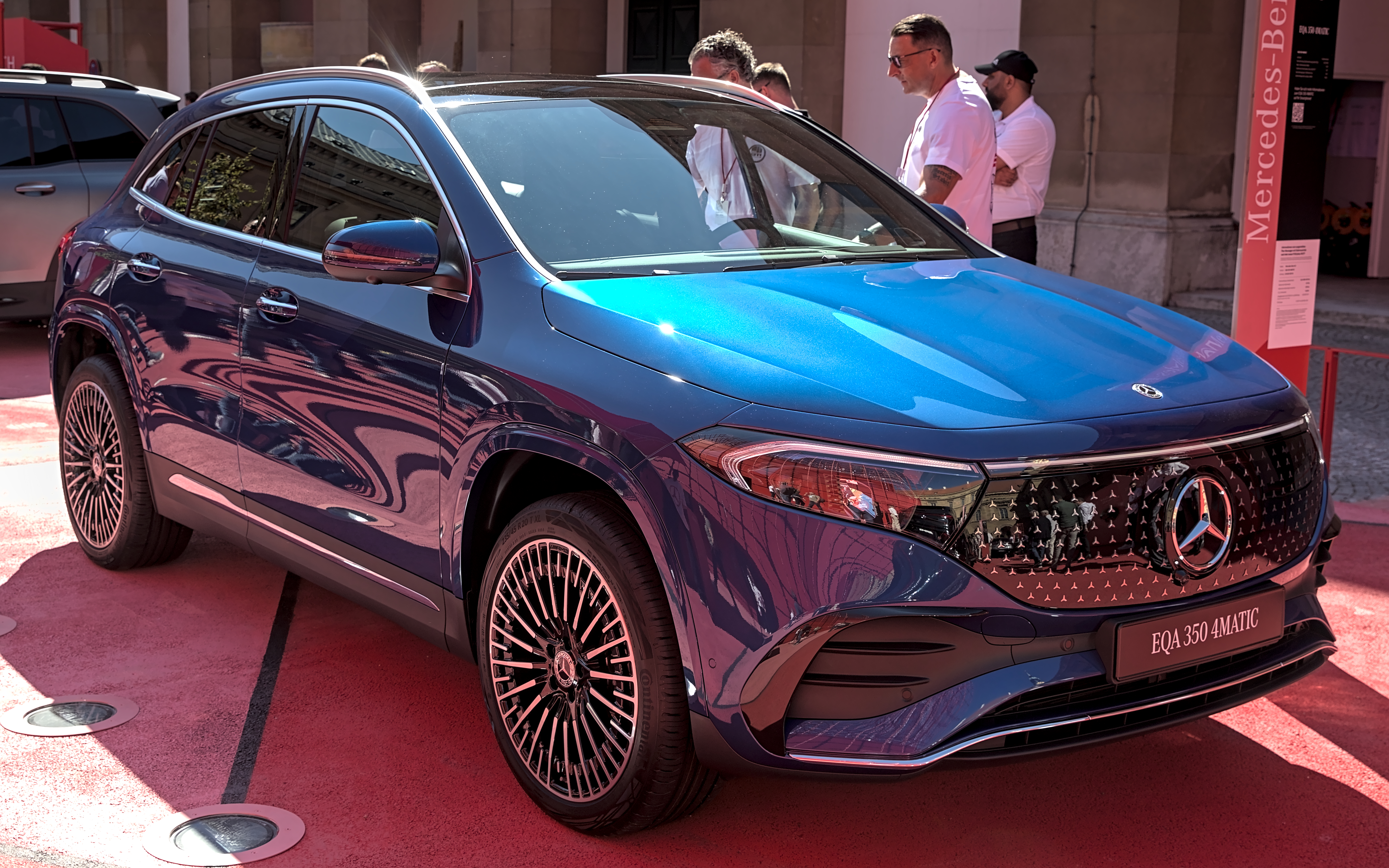
Mercedes-Benz EQA (H243) po liftingu

We wrześniu 2017 roku podczas Targów Motoryzacyjnych we Frankfurcie zaprezentowano prototyp koncepcyjny samochodu pod nazwą Concept EQA.
W styczniu 2021 roku zaprezentowano produkcyjny pojazd za pośrednictwem Internetu. Samochód jest blisko spokrewniony z modelem GLA. Pojazd ten należy do rodziny EQ.